# Deven Bhojani
Deven Bhojani (en gujarati : દેવેન ભોજાણી) est un acteur et un réalisateur indien né à Mumbai.

## Biographie et carrière
Bhojani est diplômé de commerce de SVKM's NMIMS (en) de Mumbai. Il étudie aussi la réalisation cinématographique à l'université du Sud de la Californie.
Il fait ses débuts à la télévision avec un rôle dans l'épisode 22 de Malgudi Days (en) en 1987. Il gagne en popularité grâce à ses rôles comiques et ses rôles secondaires dans des films et à la télévision.

## Filmographie

### En tant qu'acteur
| Année | Titre                           | Rôle |
| ----- | ------------------------------- | --- |
| 1992  | Jo Jeeta Wohi Sikander          | Ghansu (ou Ghanshyam), l'ami de Sanju Nomination au Filmfare Award du meilleur acteur dans un second rôle en 1993 |
| 1994  | Aaja Sanam                      | |
| 1994  | Andaz                           | Ajay |
| 1994  | Kranti Kshetra                  | |
| 1995  | Sarhad: The Border of Crime     | |
| 1995  | Kartavya                        | |
| 1996  | Uff! Yeh Mohabbat               | |
| 1999  | Chalo America                   | Akshay Bandelia                                                                                                   |
| 2004  | Yeh Lamhe Judaai Ke             | |
| 2010  | Khichdi: The Movie              | Patient atteint d'une hémorragie cérébrale (caméo)                                                                |
| 2011  | Chala Mussaddi... Office Office | Patel |
| 2012  | Agneepath                       | Azhar Lala |

### En tant que réalisateur
| Année | Titre                             |
| ----- | --------------------------------- |
| 2017  | Commando 2: The Black Money Trail |

## À la télévision

### En tant qu'acteur
| Année     | Titre                       | Rôle                            | Chaîne      | Notes                                                                 |
| --------- | --------------------------- | ------------------------------- | ----------- | --------------------------------------------------------------------- |
| 1987      | Malgudi Days                | Nitya (ép. 22)                  | DD National |                                                                       |
| 1993-1994 | Dekh Bhai Dekh              | Karima                          | DD National |                                                                       |
| 1994      | Shrimaan Shrimati           | Adult Chintu (ép. 63)           | DD National |                                                                       |
| 1993      | Tara                        | Petha                           | Zee TV      |                                                                       |
| 1995      | V 3 +                       | Vicky                           | DD National |                                                                       |
| 1997      | Ek Mahal Ho Sapno Ka        | Raju Rajkotwala                 | Sony TV     |                                                                       |
| 1998-2001 | Hum Sab Ek Hain             | Rohan Khachroo                  | Sony TV     |                                                                       |
| 2001-2004 | Office Office               | Patel                           | SAB TV      |                                                                       |
| 2004-2006 | Sarabhai vs Sarabhai        | Dushyant                        | Star One    | Également en tant que directeur de la création                        |
| 2005-2010 | Baa Bahoo Aur Baby          | Gattu/Gopal Thakker             | Star Plus   | Récompensé par plusieurs prix du meilleur acteur dans un rôle comique |
| 2005      | Instant Khichdi             | Genie (apparition spéciale)     | Star One    |                                                                       |
| 2006      | Naya Office Office          | Patel                           | Star One    |                                                                       |
| 2009      | Remote Control              | Babulnath                       | 9X          |                                                                       |
| 2011      | Mrs Tendulkar               | Mr. Suhaas Tendulkar            | SAB TV      |                                                                       |
| 2012-2013 | Alaxmi - Hamari Super Bahu  | Gattu                           | Life OK     |                                                                       |
| 2013      | Bh Se Bhade                 | Bhade                           | Zee TV      |                                                                       |
| 2014      | Badi Door Se Aaye Hai       | Advocate Jugal Raichura (Cameo) | SAB TV      |                                                                       |
| 2014      | Gulmohar Grand              | M. Gopal (caméo)                | Star Plus   |                                                                       |
| 2017      | Sarabhai vs Sarabhai Take 2 | Dushyant                        | Hotstar     | Websérie                                                              |

### En tant que réalisateur
| Année     | Titre                      | Chaîne    | Notes                                       |
| --------- | -------------------------- | --------- | ------------------------------------------- |
| 2004-2006 | Sarabhai vs Sarabhai       | Star One  | Directeur de la création                    |
| 2014-2015 | Pukaar - Call For The Hero | Life OK   |                                             |
| 2015-2016 | Sumit Sambhal Lega         | Star Plus | Remake indien de Tout le monde aime Raymond |

### En tant que producteur
| Année | Titre                   | Chaîne | Notes |
| ----- | ----------------------- | ------ | ----- |
| 2012  | Bhai Bhaiya Aur Brother | SAB TV |       |

## Récompenses et distinctions
La sitcom Sarabhai vs Sarabhai (en) à Bhojani rapporte trois prix de meilleur réalisateur : un Indian Television Academy Award (en) (2005), un Indian Telly Award (en) (2005) et un Apsara Award.
Par ailleurs, Bhojani décroche deux Indian Telly Awards du meilleur comédien en 2007 et 2008.